# Campeonato Mundial de Natação em Piscina Curta de 2021 - 50 m peito feminino
A prova dos 50 metros nado peito feminino do Campeonato Mundial de Natação em Piscina Curta de 2021 foi disputado entre 16 e 17 de dezembro de 2021, na Etihad Arena, em Abu Dhabi, nos Emirados Árabes Unidos.

## Recordes
Antes desta competição, os recordes mundiais e do campeonato nesta prova eram os seguintes:
|                       | Nome           | Nacionalidade | Tempo | Local     | Data                  |
| --------------------- | -------------- | ------------- | ----- | --------- | --------------------- |
| Recorde mundial       | Alia Atkinson  | Jamaica       | 28,56 | Budapeste | 6 de outubro de 2018  |
| Recorde do campeonato | Rūta Meilutytė | Lituânia      | 28,81 | Doha      | 3 de dezembro de 2014 |

## Medalhistas
| Ouro                     | Prata                  | Bronze               |
| Anastasia Gorbenko (ISR) | Benedetta Pilato (ITA) | Sophie Hansson (SWE) |

## Resultados

### Eliminatórias
As eliminatórias ocorreram dia 16 de dezembro com um total de 64 nadadoras.
| Colocação | Bateria | Raia | Nadadora              | Nacionalidade                   | Tempo | Notas            |
| --------- | ------- | ---- | --------------------- | ------------------------------- | ----- | ---------------- |
| 1         | 7       | 4    | Alia Atkinson         | Jamaica                         | 29.55 | Q                |
| 2         | 7       | 3    | Sophie Hansson        | Suécia                          | 29.57 | Q,               |
| 3         | 8       | 4    | Benedetta Pilato      | Itália                          | 29.73 | Q                |
| 3         | 8       | 5    | Ida Hulkko            | Finlândia                       | 29.73 | Q                |
| 5         | 7       | 6    | Mona McSharry         | Irlanda                         | 29.90 | Q                |
| 6         | 8       | 6    | Veera Kivirinta       | Finlândia                       | 30.02 | Q                |
| 7         | 7       | 5    | Anastasia Gorbenko    | Israel                          | 30.08 | Q                |
| 8         | 6       | 6    | Jhennifer Conceição   | Brasil                          | 30.11 | Q                |
| 9         | 7       | 2    | Lydia Jacoby          | Estados Unidos                  | 30.16 | Q                |
| 9         | 8       | 8    | Fanny Lecluyse        | Bélgica                         | 30.16 | Q                |
| 11        | 7       | 1    | Andrea Podmaníková    | Eslováquia                      | 30.17 | Q,               |
| 11        | 8       | 3    | Alina Zmushka         | Bielorrússia                    | 30.17 | Q                |
| 13        | 6       | 5    | Nika Godun            | Federação Russa de Natação      | 30.32 | Q                |
| 14        | 8       | 2    | Klara Thormalm        | Suécia                          | 30.39 | Q                |
| 15        | 7       | 7    | Kotryna Teterevkova   | Lituânia                        | 30.41 | Q                |
| 16        | 6       | 3    | Florine Gaspard       | Bélgica                         | 30.45 | DES              |
| 16        | 6       | 7    | Molly Renshaw         | Reino Unido                     | 30.45 | DES              |
| 18        | 6       | 9    | Jenjira Srisaard      | Tailândia                       | 30.53 | Recorde nacional |
| 19        | 6       | 8    | Jessica Vall          | Espanha                         | 30.56 |                  |
| 20        | 6       | 2    | Eneli Jefimova        | Estónia                         | 30.61 |                  |
| 21        | 8       | 0    | Maria Drasidou        | Grécia                          | 30.67 |                  |
| 22        | 8       | 1    | Cornelia Pammer       | Áustria                         | 30.73 |                  |
| 23        | 8       | 7    | Lisa Mamié            | Suíça                           | 30.75 |                  |
| 24        | 6       | 1    | Kim Busch             | Países Baixos                   | 30.82 |                  |
| 25        | 5       | 6    | Diana Petkova         | Bulgária                        | 30.98 | Recorde nacional |
| 26        | 7       | 8    | Evgeniia Chikunova    | Federação Russa de Natação      | 31.12 |                  |
| 27        | 5       | 3    | Lam Hoi Kiu           | Hong Kong                       | 31.33 |                  |
| 28        | 5       | 1    | Lillian Higgs         | Bahamas                         | 31.38 | Recorde nacional |
| 28        | 5       | 8    | Eszter Békési         | Hungria                         | 31.38 |                  |
| 30        | 6       | 0    | Back Su-yeon          | Coreia do Sul                   | 31.39 |                  |
| 31        | 5       | 7    | Melissa Rodríguez     | México                          | 31.52 | Recorde nacional |
| 32        | 5       | 4    | Justine Delmas        | França                          | 31.65 |                  |
| 33        | 5       | 5    | Adelaida Pchelintseva | Cazaquistão                     | 31.73 |                  |
| 34        | 7       | 9    | Martina Barbeito      | Argentina                       | 31.82 |                  |
| 35        | 5       | 0    | Houda El Baroudi      | Marrocos                        | 31.89 |                  |
| 36        | 4       | 4    | Emily Santos          | Panamá                          | 32.08 | Recorde nacional |
| 37        | 5       | 9    | Marissa Lugo          | Porto Rico                      | 32.39 | Recorde nacional |
| 38        | 4       | 6    | Alicia Kok Shun       | Ilhas Maurícias                 | 32.79 | Recorde nacional |
| 39        | 4       | 1    | Elisa Funes           | El Salvador                     | 32.93 | Recorde nacional |
| 40        | 4       | 2    | Claudia Verdino       | Mónaco                          | 33.13 |                  |
| 41        | 4       | 5    | Kirabo Namutebi       | Uganda                          | 33.35 |                  |
| 42        | 4       | 0    | Anaika Charles        | Granada                         | 33.95 |                  |
| 43        | 2       | 5    | Marina Abu Shamaleh   | Palestina                       | 34.00 | Recorde nacional |
| 44        | 4       | 8    | Mariam Mithqal        | Jordânia                        | 34.07 | Recorde nacional |
| 45        | 4       | 7    | Naima Hazell          | Santa Lúcia                     | 34.11 |                  |
| 45        | 4       | 9    | Valentina Aloisio     | Bolívia                         | 34.11 |                  |
| 47        | 2       | 3    | Ekaterina Smorkalova  | Quirguistão                     | 35.42 |                  |
| 48        | 3       | 5    | Taeyanna Adams        | Estados Federados da Micronésia | 36.11 |                  |
| 49        | 3       | 3    | Upaasti Maharjan      | Nepal                           | 37.13 |                  |
| 50        | 2       | 8    | Shoko Litulumar       | Marianas Setentrionais          | 39.91 |                  |
| 51        | 2       | 1    | Sophie Beth Taylor    | Turcas e Caicos                 | 42.71 |                  |
| 52        | 3       | 6    | Brhane Amare          | Etiópia                         | 43.34 |                  |
| 53        | 3       | 1    | Kanu Isha             | Serra Leoa                      | 45.35 |                  |
| 54        | 1       | 5    | Naima-Zahra Amison    | Djibuti                         | 47.37 |                  |
| 55        | 2       | 6    | Sabrina Ikromova      | Tajiquistão                     | 49.61 |                  |
| 56        | 2       | 0    | Mariama Conte         | Guiné                           | 50.47 |                  |
| 57        | 3       | 0    | Sira Sowe             | Gâmbia                          | 54.64 |                  |
| 58        | 1       | 4    | Claudette Ishimwe     | Ruanda                          | DSQ   |                  |
| 58        | 3       | 4    | Lara Dashti           | Kuwait                          | DSQ   |                  |
| 58        | 3       | 8    | Salima Ahmadou        | Níger                           | DSQ   |                  |
| 58        | 5       | 2    | Nina Stanisavljević   | Sérvia                          | DSQ   |                  |
| 58        | 6       | 4    | Arianna Castiglioni   | Itália                          | DSQ   |                  |
| 58        | 7       | 0    | Tang Qianting         | China                           | DSQ   |                  |
| 58        | 8       | 9    | Tjaša Vozel           | Eslovênia                       | DSQ   |                  |
| 58        | 1       | 3    | Rita Acaba Ocomo      | Guiné Equatorial                | DNS   |                  |
| 58        | 2       | 2    | Grace Nguelo'o        | Camarões                        | DNS   |                  |
| 58        | 2       | 4    | Anaikah Thélémaque    | Haiti                           | DNS   |                  |
| 58        | 2       | 7    | Eunike Mathayo        | Tanzânia                        | DNS   |                  |
| 58        | 3       | 2    | Aminata Sangafe       | Mali                            | DNS   |                  |
| 58        | 3       | 7    | Fatoumata Tinta       | Burquina Fasso                  | DNS   |                  |
| 58        | 3       | 9    | Danitrias Omba        | República Democrática do Congo  | DNS   |                  |
| 58        | 4       | 3    | Jayla Pina            | Cabo Verde                      | DNS   |                  |

Desempate
O desempate para a final ocorreu dia 16 de dezembro.
| Posição | Raia | Nadadora        | Nacionalidade | Tempo | Notas |
| ------- | ---- | --------------- | ------------- | ----- | ----- |
| 1       | 4    | Florine Gaspard | Bélgica       | 30.11 | Q     |
| 2       | 5    | Molly Renshaw   | Reino Unido   | 30.33 |       |

### Semifinal
A semifinal ocorreu dia 16 de dezembro.
| Colocação | Bateria | Raia | Nadadora            | Nacionalidade              | Tempo | Notas            |
| --------- | ------- | ---- | ------------------- | -------------------------- | ----- | ---------------- |
| 1         | 2       | 1    | Nika Godun          | Federação Russa de Natação | 29.42 | Q                |
| 2         | 1       | 5    | Ida Hulkko          | Finlândia                  | 29.62 | Q                |
| 3         | 2       | 3    | Mona McSharry       | Irlanda                    | 29.65 | Q,               |
| 4         | 1       | 4    | Sophie Hansson      | Suécia                     | 29.76 | Q                |
| 4         | 2       | 5    | Benedetta Pilato    | Itália                     | 29.76 | Q                |
| 6         | 2       | 6    | Anastasia Gorbenko  | Israel                     | 29.77 | Q                |
| 7         | 1       | 2    | Fanny Lecluyse      | Bélgica                    | 29.85 | Q                |
| 8         | 1       | 3    | Veera Kivirinta     | Finlândia                  | 29.97 | Q                |
| 9         | 1       | 6    | Jhennifer Conceição | Brasil                     | 30.03 |                  |
| 10        | 2       | 7    | Andrea Podmaníková  | Eslováquia                 | 30.08 | Recorde nacional |
| 11        | 1       | 8    | Florine Gaspard     | Bélgica                    | 30.10 |                  |
| 12        | 2       | 8    | Kotryna Teterevkova | Lituânia                   | 30.19 |                  |
| 13        | 2       | 2    | Lydia Jacoby        | Estados Unidos             | 30.21 |                  |
| 14        | 1       | 7    | Alina Zmushka       | Bielorrússia               | 30.24 |                  |
| 15        | 1       | 1    | Klara Thormalm      | Suécia                     | 30.33 |                  |
| 16        | 2       | 4    | Alia Atkinson       | Jamaica                    | DSQ   |                  |

### Final
A final foi realizada em 17 de dezembro.
| Colocação         | Raia | Nadadora           | Nacionalidade              | Tempo | Notas            |
| ----------------- | ---- | ------------------ | -------------------------- | ----- | ---------------- |
| Medalha de ouro   | 7    | Anastasia Gorbenko | Israel                     | 29.34 | Recorde nacional |
| Medalha de prata  | 2    | Benedetta Pilato   | Itália                     | 29.50 |                  |
| Medalha de bronze | 6    | Sophie Hansson     | Suécia                     | 29.55 | Recorde nacional |
| 4                 | 3    | Mona McSharry      | Irlanda                    | 29.59 | Recorde nacional |
| 5                 | 4    | Nika Godun         | Federação Russa de Natação | 29.79 |                  |
| 6                 | 5    | Ida Hulkko         | Finlândia                  | 29.88 |                  |
| 7                 | 1    | Fanny Lecluyse     | Bélgica                    | 29.95 |                  |
| 8                 | 8    | Veera Kivirinta    | Finlândia                  | 30.07 |                  |

Legenda
| Recorde mundial       | Recorde mundial (World record)               |                       | Recorde africano                      | Recorde africano (African) |                                           | Q | Classificado por posição (Qualified) |
| Recorde do campeonato | Recorde do campeonato (Championship record)  | Recorde da América    | Recorde da América (Americas)         | q                          | Classificado por melhor tempo (Qualified) |   |                                      |
| Melhor marca do ano   | Melhor marca do ano (World leading)          | Recorde asiático      | Recorde asiático (Asian)              | DNS                        | Não largou (Did not start)                |   |                                      |
| Recorde nacional      | Recorde nacional (National record)           | Recorde europeu       | Recorde europeu (European)            | DNF                        | Não terminou (Did not finish)             |   |                                      |
| Recorde pessoal       | Recorde pessoal do atleta (Personal best)    | Recorde da Oceania    | Recorde da Oceania (Oceania)          | DSQ / DQ                   | Desclassificado (Disqualified)            |   |                                      |
| Recorde da temporada  | Recorde da temporada do atleta (Season best) | Recorde sul-americano | Recorde sul-americano (South America) | NM                         | Sem marca (No mark)                       |   |                                      |